# Jonas Deichmann
Jonas Deichmann (Stuttgart, 15 de abril de 1987) é um autor alemão de livros, orador motivacional, atleta radical e aventureiro. Detém vários recordes mundiais de ciclismo, triatlo e resistência. Jonas é conhecido em todo o mundo pela alcunha de “Forrest Gump alemão”.
Existe um livro bestseller sobre uma das suas viagens, intitulado “Das Limit bin nur ich”. Existe também um documentário com o mesmo nome.

## 2024
A 9 de maio de 2024, Jonas começou a sua tentativa de completar 120 ironmans em 120 dias.  Cada ironman consiste em 3,9 quilómetros de natação, 180,2 quilómetros de ciclismo e 42,2 quilómetros de corrida.

## Filmografia
- The Limit is Just Me [en]
- Cape to Cape [en]